# Crosslauf-Europameisterschaften 2013
Die 20. Crosslauf-Europameisterschaften der EAA fanden am 8. Dezember 2013 in der serbischen Hauptstadt Belgrad statt.
Austragungsort war der Park der Freundschaft, in dem ein Kurs mit einer großen Runde von 1500 m und einer kleinen Runde von 500 m eingerichtet worden war. Die Männer bewältigten sechs große und zwei kleine Runden (10 km), die Frauen und die U23-Männer fünf große und eine kleine Runde (8 km), die U23-Frauen und die Junioren vier große Runden (6 km) und die Juniorinnen zwei große und zwei kleine Runden (4 km).

## Ergebnisse

### Männer

#### Einzelwertung
| Platz | Athlet              | Land | Zeit (min) |
| ----- | ------------------- | ---- | ---------- |
| 1     | Alemayehu Bezabeh   | ESP  | 29:11      |
| 2     | Polat Kemboi Arıkan | TUR  | 29:32      |
| 3     | Andrew Vernon       | GBR  | 29:35      |
| 4     | Jeroen D’Hoedt      | BEL  | 29:35      |
| 5     | Sidi-Hassan Chahdi  | FRA  | 29:40      |
| 6     | Mohamed Marhum      | ESP  | 29:46      |
| 7     | Richard Ringer      | GER  | 29:49      |
| 8     | Bashir Abdi         | BEL  | 29:53      |

Von 81 gestarteten Athleten erreichten 80 das Ziel.
Weitere Teilnehmer aus deutschsprachigen Ländern:
- 14: Philipp Pflieger (GER), 30:03
- 16: Steffen Uliczka (GER), 30:07
- 32: Jannis Töpfer (GER), 30:30
- 33: Christian Steinhammer (AUT), 30:32
- 44: Julian Flügel (GER), 30:50
- 53: Fabian Clarkson (GER), 31:14
- 59: Andreas Vojta (AUT), 31:33
- 61: Valentin Pfeil (AUT), 31:37
- 75: Christoph Sander (AUT), 32:44

#### Teamwertung
| Platz | Land und Athleten                                                             | Gesamtpunktzahl und Einzelplatzierung |
| ----- | ----------------------------------------------------------------------------- | ------------------------------------- |
| 1     | Spanien Alemayehu Bezabeh Mohamed Marhum Iván Fernández Antonio David Jiménez | 31 01 06 11 13                        |
| 2     | Belgien Jeroen D’Hoedt Bashir Abdi Koen Naert Soufiane Bouchikhi              | 49 04 08 09 28                        |
| 3     | Vereinigtes Königreich Andrew Vernon Tom Farrell Keith Gerrard Adam Hickey    | 60 03 12 20 25                        |

Insgesamt wurden elf Teams gewertet. Die deutsche Mannschaft kam mit 69 Punkten auf den fünften, die österreichische Mannschaft mit 228 Punkten auf den zehnten Platz.

### Frauen

#### Einzelwertung
| Platz | Athletin                  | Land | Zeit (min) |
| ----- | ------------------------- | ---- | ---------- |
| 1     | Sophie Duarte             | FRA  | 26:34      |
| 2     | Gemma Steel               | GBR  | 26:39      |
| 3     | Ana Dulce Félix           | POR  | 26:41      |
| 4     | Fionnuala Britton         | IRL  | 26:45      |
| 5     | Karoline Bjerkeli Grøvdal | NOR  | 26:52      |
| 6     | Almensh Belete            | BEL  | 27:00      |
| 7     | Julia Bleasdale           | GBR  | 27:02      |
| 8     | Veronica Inglese          | ITA  | 27:12      |

Von 74 gestarteten Athletinnen erreichten 73 das Ziel.
Teilnehmerinnen aus deutschsprachigen Ländern:
- 23: Maren Kock (GER), 27:50
- 38: Fabienne Schlumpf (SUI), 28:15
- 52: Ursula Gatzweiler (GER), 28:59

#### Teamwertung
| Platz | Land und Athletinnen                                                              | Gesamtpunktzahl und Einzelplatzierung |
| ----- | --------------------------------------------------------------------------------- | ------------------------------------- |
| 1     | Vereinigtes Königreich Gemma Steel Julia Bleasdale Lauren Howarth Stephanie Twell | 35 02 07 11 15                        |
| 2     | Frankreich Sophie Duarte Clémence Calvin Christine Bardelle Laila Hmatou Traby    | 54 01 12 19 22                        |
| 3     | Spanien Iris Fuentes-Pila Diana Martín Lidia Rodríguez Marta Silvestre            | 61 10 14 16 21                        |

Insgesamt wurden zehn Teams gewertet.

### U23 Männer

#### Einzelwertung
| Platz | Athlet            | Land | Zeit (min) |
| ----- | ----------------- | ---- | ---------- |
| 1     | Pieter-Jan Hannes | BEL  | 24:02      |
| 2     | Mitko Zenow       | BUL  | 24:07      |
| 3     | Nemanja Cerovac   | SRB  | 24:08      |

Von 87 gestarteten Athleten erreichten 84 das Ziel.
Teilnehmer aus deutschsprachigen Ländern:
- 20: Tom Gröschel (GER), 24:39
- 27: Nico Sonnenberg (GER), 24:45
- 31: Adriano Engelhardt (SUI), 24:50
- 49: Jonas Koller (GER), 25:14
- 52: Hendrik Pfeiffer (GER), 25:17
- 62: Fabian Jucker (SUI), 25:40
- 70: Janik Niederhauser (SUI), 25:54
- 72: Moritz Steininger (GER), 25:59
- 77: Stephan Listabarth (AUT), 26:14
- 78: Jannik Arbogast (GER), 26:29

#### Teamwertung
| Platz | Land und Athleten                                                                  | Gesamtpunktzahl und Einzelplatzierung |
| ----- | ---------------------------------------------------------------------------------- | ------------------------------------- |
| 1     | Vereinigtes Königreich Luke Caldwell Callum Hawkins Jonathan Hay Dewi Griffiths    | 40 05 07 12 16                        |
| 2     | Ukraine Iwan Strebkow Dmytro Siruk Oleksandr Kusmitschow Ihor Porosow              | 72 04 11 18 39                        |
| 3     | Frankreich Romain Collenot-Spriet François Barrer Djilali Bedrani Youssef Mekdafou | 78 14 15 24 25                        |

Insgesamt wurden zwölf Teams gewertet. Die deutsche Mannschaft kam mit 148 Punkten auf den siebten Platz.

### U23 Frauen

#### Einzelwertung
| Platz | Athletin         | Land | Zeit (min) |
| ----- | ---------------- | ---- | ---------- |
| 1     | Sifan Hassan     | NED  | 19:40      |
| 2     | Amela Terzić     | SRB  | 19:46      |
| 3     | Charlotte Purdue | GBR  | 19:49      |

Von 62 gestarteten Athletinnen erreichten 61 das Ziel.
Teilnehmerinnen aus deutschsprachigen Ländern:
- 9: Corinna Harrer (GER), 20:32
- 15: Gesa Felicitas Krause (GER), 20:53
- 27: Anne Reischmann (GER), 21:10
- 36: Melina Tränkle (GER), 21:31
- 41: Fabienne Amrhein (GER), 21:48
- 54: Annika Frank (GER), 22:22
- 59: Priska Auf der Maur (SUI), 23:09

#### Teamwertung
| Platz | Land und Athletinnen                                                                    | Gesamtpunktzahl und Einzelplatzierung |
| ----- | --------------------------------------------------------------------------------------- | ------------------------------------- |
| 1     | Vereinigtes Königreich Charlotte Purdue Kate Avery Lillian Partridge Rhona Auckland     | 19 03 04 05 07                        |
| 2     | Russland Gulschat Faslitdinowa Jekaterina Sokolenko Swetlana Rjasanzewa Luisa Litwinowa | 54 10 11 12 21                        |
| 3     | Niederlande Sifan Hassan Maureen Koster Irene van Lieshout Marlin van Hal               | 70 01 14 23 32                        |

Insgesamt wurden neun Teams gewertet. Die deutsche Mannschaft kam mit 87 Punkten auf den fünften Platz.

### Junioren

#### Einzelwertung
| Platz | Athlet               | Land | Zeit (min) |
| ----- | -------------------- | ---- | ---------- |
| 1     | Ali Kaya             | TUR  | 17:49      |
| 2     | Isaac Kipruto Kimeli | BEL  | 17:51      |
| 3     | Michail Strelkow     | RUS  | 18:05      |

Von 115 gemeldeten Athleten gingen 114 an den Start und erreichten 112 das Ziel.
Teilnehmer aus deutschsprachigen Ländern:
- 17: Nikolaus Franzmair (AUT), 18:30
- 32: Pascal Ungersböck (SUI), 18:47
- 33: Philipp Reinhardt (GER), 18:48
- 37: Kidane Tewolde (GER), 18:52
- 39: Lukas Motschmann (GER), 18:55
- 44: Jost-Lennart Heese (GER), 18:59
- 51: Tim Ramdane Cherif (GER), 19:04
- 54: Julien Wanders (SUI), 19:11
- 57: Olivier Widmer (SUI), 19:13
- 87: Johannes Motschmann (GER), 19:48
- 92: Florian Lussy (SUI), 19:54
- DNS: Manuel Innerhofer (AUT)

#### Teamwertung
| Platz | Land und Athleten                                                                     | Gesamtpunktzahl und Einzelplatzierung |
| ----- | ------------------------------------------------------------------------------------- | ------------------------------------- |
| 1     | Frankreich Alexandre Saddedine Mehdi Belhadj Alexis Miellet Maxime Hueber Moosbrugger | 48 06 12 14 16                        |
| 2     | Russland Michail Strelkow Wiktor Bacharew Alexandr Nowikow Wildan Gadelschin          | 51 03 10 11 27                        |
| 3     | Italien Lorenzo Dini Yemaneberhan Crippa Samuele Dini Nekagenet Crippa                | 55 05 07 18 25                        |

Insgesamt wurden 21 Teams gewertet. Die deutsche Mannschaft kam mit 153 Punkten auf den achten, die Schweizer Mannschaft mit 235 Punkten auf den elften Platz.

### Juniorinnen

#### Einzelwertung
| Platz | Athletin       | Land | Zeit (min) |
| ----- | -------------- | ---- | ---------- |
| 1     | Emelia Gorecka | GBR  | 13:06      |
| 2     | Sofia Ennaoui  | POL  | 13:16      |
| 3     | Maruša Mišmaš  | SLO  | 13:27      |

Alle 107 gestarteten Athletinnen erreichten das Ziel.
Teilnehmerinnen aus deutschsprachigen Ländern:
- 05: Alina Reh (GER), 13:34
- 10: Maya Rehberg (GER), 13:41
- 36: Caterina Granz (GER), 14:07
- 44: Vera Coutellier (GER), 14:13
- 55: Lea Meyer (GER), 14:23
- 64: Miriam Schneuwly (SUI), 14:37
- 79: Fiammetta Troxler (SUI), 14:49
- 80: Barblin Remund (SUI), 14:49
- 81: Rea Iseli (SUI), 14:50
- 86: Julia Millonig (AUT), 14:52
- 87: Evelyne Dietschi (SUI), 14:53
- 90: Tatjana Schulte (GER), 14:55

#### Teamwertung
| Platz | Land und Athletinnen                                                                 | Gesamtpunktzahl und Einzelplatzierung |
| ----- | ------------------------------------------------------------------------------------ | ------------------------------------- |
| 1     | Vereinigtes Königreich Emelia Gorecka Georgia Taylor-Brown Bobby Clay Jessica Gibbon | 24 01 04 08 11                        |
| 2     | Schweden Maria Larsson Ebba Andersson Isabelle Brauer Tova Eurén-Magnusson           | 75 07 12 23 33                        |
| 3     | Deutschland Alina Reh Maya Rehberg Caterina Granz Vera Coutellier                    | 95 05 10 36 44                        |

Insgesamt wurden 17 Teams gewertet. Die Schweizer Mannschaft kam mit 304 Punkten auf den 16. Platz.